# Santo subito
Santo subito (hrv. Svetac odmah) je talijanski izraz, korišten povodom smrti Ivana Pavla II. 2005. godine.
Izraz je nastao na ogromnom skupu vjernika katolika u Rimu nakon smrti pape Ivana Pavla II. (2. travnja) te na njegovom sprovodu (8. travnja). Tom prigodom, veliki broj vjernika, posebno mladih ljudi, izvikivale su ovu parolu te podizale zastave s ovim izrazom.
Ipak prema papinskoj buli izdanoj 1983. Novae leges pro causis sanctorum, proces kanonizacije osobe može početi najranije pet godina nakon njezine smrti. Međutim papa Benedikt XVI. je 13. svibnja 2005., samo mjesec dana od smrti pape Ivana Pavla II., potpisao dekret kojim se pokreće postupak beatifikacije. 
1. svibnja 2011. godine Ivan Pavao II. je beatificiran te se od tada vodi kao blaženik. Dana 27. travnja 2014., papa Franjo je na Trgu sv. Petra u Vatikanu, proglasio svetima pape Ivana XXIII. i Ivana Pavla II.